# Пужмоїл
Пужмої́л (рос. Пужмоил) — присілок у Вавозькому районі Удмуртії, Росія.
Населення — 23 особи (2010; 33 в 2002).
Національний склад (2002):
- удмурти — 94 %

Урбаноніми:
- вулиці — Зелена